# جيمس إتش غراي
جيمس إتش غراي هو مؤرخ كندي، ولد في 31 أغسطس 1906 في Whitemouth, Manitoba ‏ في كندا، وتوفي في 12 نوفمبر 1998.